# Pachynematus vagus
Pachynematus vagus är en stekelart som först beskrevs av Fabricius 1781.  Pachynematus vagus ingår i släktet Pachynematus, och familjen bladsteklar. Arten är reproducerande i Sverige.